# Clussais-la-Pommeraie
Clussais-la-Pommeraie est une commune française située dans le département des Deux-Sèvres en région Nouvelle-Aquitaine.

## Géographie
Commune située entre Poitiers, Niort et Angoulême.

### Climat
Pour des articles plus généraux, voir Climat de la Nouvelle-Aquitaine et Climat des Deux-Sèvres.
Historiquement, la commune est exposée à un climat océanique du nord-ouest.  
En 2020, Météo-France publie une typologie des climats de la France métropolitaine dans laquelle la commune est dans une zone de transition entre le climat océanique et le climat océanique altéré et est dans la région climatique  Poitou-Charentes, caractérisée par un bon ensoleillement, particulièrement en été et des vents modérés.
Pour la période 1971-2000, la température annuelle moyenne est de 11,7 °C, avec une amplitude thermique annuelle de 14,9 °C. Le cumul annuel moyen de précipitations est de 816 mm, avec 11,3 jours de précipitations en janvier et 7,1 jours en juillet. Pour la période 1991-2020, la température moyenne annuelle observée sur la station météorologique la plus proche, située sur la commune de Lezay à 9 km à vol d'oiseau, est de 12,6 °C et le cumul annuel moyen de précipitations est de 945,6 mm,. Pour l'avenir, les paramètres climatiques de la commune estimés pour 2050 selon différents scénarios d’émission de gaz à effet de serre sont consultables sur un site dédié publié par Météo-France en novembre 2022.

## Urbanisme

### Typologie
Au 1er janvier 2024, Clussais-la-Pommeraie est catégorisée commune rurale à habitat très dispersé, selon la nouvelle grille communale de densité à sept niveaux définie par l'Insee en 2022.
Elle est située hors unité urbaine et hors attraction des villes,.

### Occupation des sols
L'occupation des sols de la commune, telle qu'elle ressort de la base de données européenne d’occupation biophysique des sols Corine Land Cover (CLC), est marquée par l'importance des territoires agricoles (89,8 % en 2018), en diminution par rapport à 1990 (92,3 %). La répartition détaillée en 2018 est la suivante : 
terres arables (63,1 %), prairies (13,7 %), zones agricoles hétérogènes (13 %), forêts (5,5 %), zones urbanisées (3,9 %), eaux continentales (0,8 %). L'évolution de l’occupation des sols de la commune et de ses infrastructures peut être observée sur les différentes représentations cartographiques du territoire : la carte de Cassini (XVIIIe siècle), la carte d'état-major (1820-1866) et les cartes ou photos aériennes de l'IGN pour la période actuelle (1950 à aujourd'hui).

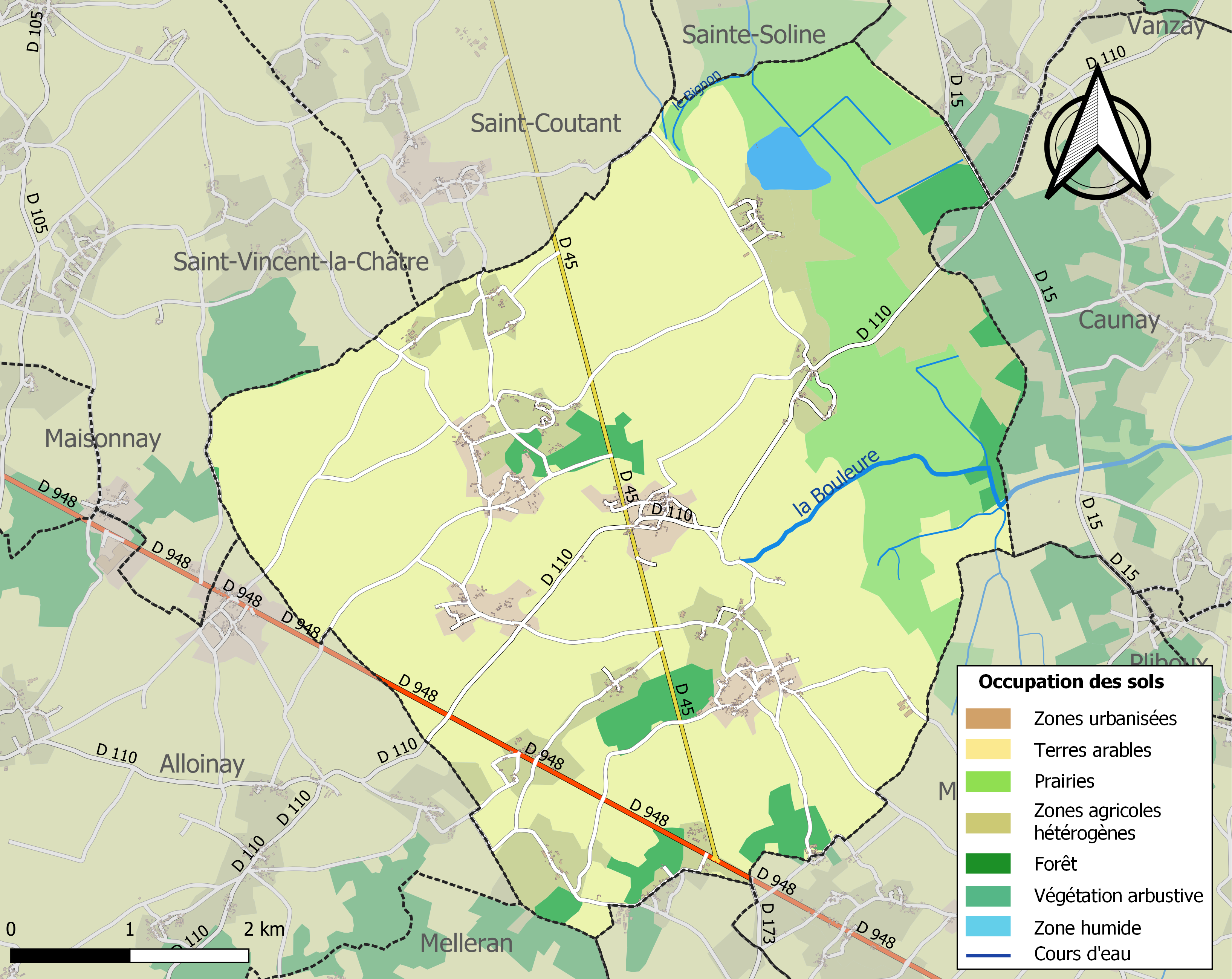
Carte des infrastructures et de l'occupation des sols de la commune en 2018 (CLC).

### Risques majeurs
Le territoire de la commune de Clussais-la-Pommeraie est vulnérable à différents aléas naturels : météorologiques (tempête, orage, neige, grand froid, canicule ou sécheresse), inondations, mouvements de terrains et séisme (sismicité modérée). Il est également exposé à un risque technologique,  le transport de matières dangereuses. Un site publié par le BRGM permet d'évaluer simplement et rapidement les risques d'un bien localisé soit par son adresse soit par le numéro de sa parcelle.

#### Risques naturels
Certaines parties du territoire communal sont susceptibles d’être affectées par le risque d’inondation par débordement de cours d'eau, notamment la Bouleure. La commune a été reconnue en état de catastrophe naturelle au titre des dommages causés par les inondations et coulées de boue survenues en 1982, 1999 et 2010,.

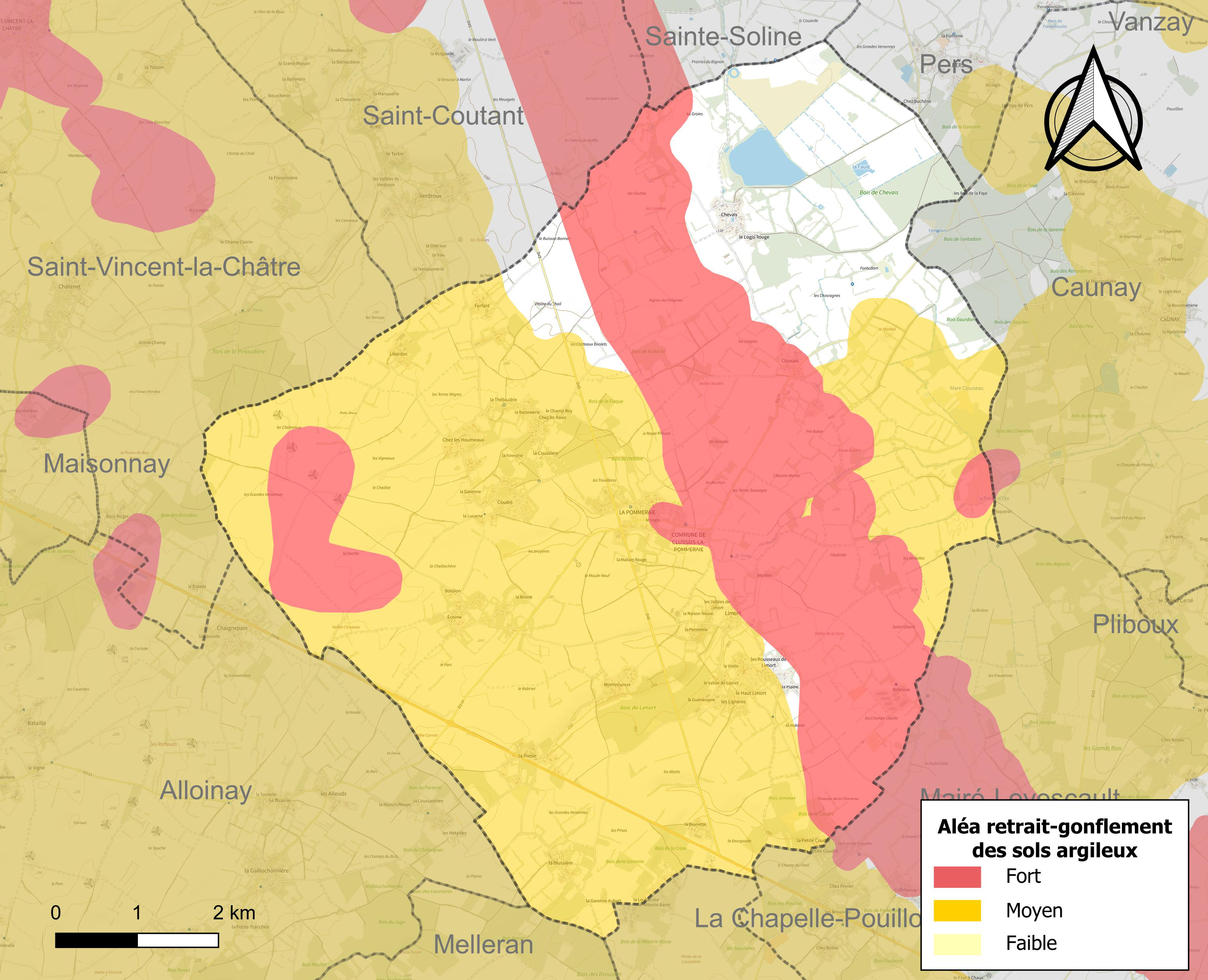
Carte des zones d'aléa retrait-gonflement des sols argileux de Clussais-la-Pommeraie.

Les mouvements de terrains susceptibles de se produire sur la commune sont des tassements différentiels. Le retrait-gonflement des sols argileux est susceptible d'engendrer des dommages importants aux bâtiments en cas d’alternance de périodes de sécheresse et de pluie. 83,6 % de la superficie communale est en aléa moyen ou fort (54,9 % au niveau départemental et 48,5 % au niveau national). Depuis le 1er octobre 2020, en application de la loi ELAN, différentes contraintes s'imposent aux vendeurs, maîtres d'ouvrages ou constructeurs de biens situés dans une zone classée en aléa moyen ou fort,.
La commune a été reconnue en état de catastrophe naturelle au titre des dommages causés par des mouvements de terrain en 1999 et 2010.

## Histoire
L'église de la commune se situe à Clussais et une première bâtisse aurait été élevée au Xe siècle par les moines de l'abbaye Saint-Junien de Nouaillé-Maupertuis. L'église actuelle daterait du XIIe ou XIIIe s. et, selon la légende, elle aurait été bâtie par la fée Mélusine de nuit.
Son originalité tient dans les proportions de la nef, étroite et longue, serrée par d'imposants contreforts.

## Art et curiosités
Quatre fresques en trompe-l'œil ont été réalisées en 2011 par le plasticien Armand Langlois sur les 200 m2 de murs extérieurs de la salle des fêtes.

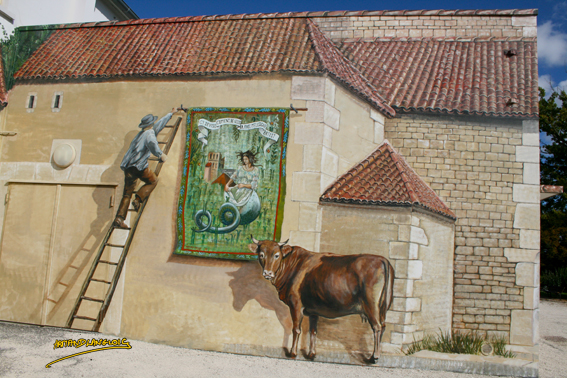
Clussais-La légende de Mélusine-fresque d'Armand Langlois.
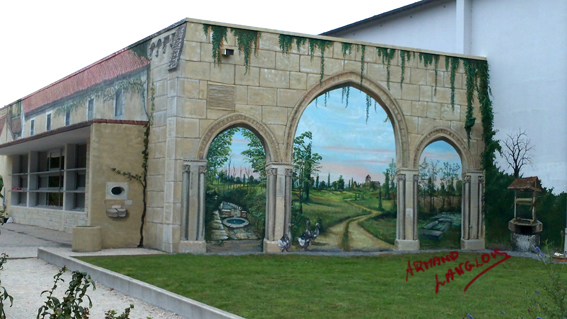
Clussais-Les arches-fresque d'Armand Langlois.
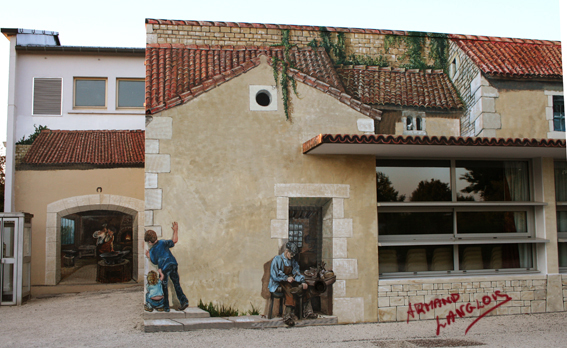
Clussais-Les métiers-fresque d'Armand Langlois.

## Politique et administration
| Période   | Période       | Identité            | Étiquette | Qualité |
| --------- | ------------- | ------------------- | --------- | ------- |
| mars 2001 | réélu en 2008 | Dominique Charruyer |           |         |
| juin 2020 | En cours      | Étienne Fouché      |           |         |

## Population et société

### Démographie
À partir du XXIe siècle, les recensements réels des communes de moins de 10 000 habitants ont lieu tous les cinq ans. Pour Clussais-la-Pommeraie, cela correspond à 2005, 2010, 2015, etc. Les autres dates de « recensements » (2006, 2009, etc.) sont des estimations légales.
| 1793  | 1800  | 1806  | 1821  | 1831  | 1836  | 1841  | 1846  | 1851  |
| ----- | ----- | ----- | ----- | ----- | ----- | ----- | ----- | ----- |
| 1 107 | 1 117 | 1 130 | 1 239 | 1 359 | 1 395 | 1 452 | 1 464 | 1 484 |

| 1856  | 1861  | 1866  | 1872  | 1876  | 1881  | 1886  | 1891  | 1896  |
| ----- | ----- | ----- | ----- | ----- | ----- | ----- | ----- | ----- |
| 1 493 | 1 395 | 1 359 | 1 345 | 1 396 | 1 414 | 1 411 | 1 295 | 1 352 |

| 1901  | 1906  | 1911  | 1921  | 1926  | 1931  | 1936  | 1946 | 1954 |
| ----- | ----- | ----- | ----- | ----- | ----- | ----- | ---- | ---- |
| 1 235 | 1 255 | 1 265 | 1 071 | 1 079 | 1 091 | 1 029 | 939  | 921  |

| 1962 | 1968 | 1975 | 1982 | 1990 | 1999 | 2005 | 2006 | 2010 |
| ---- | ---- | ---- | ---- | ---- | ---- | ---- | ---- | ---- |
| 872  | 815  | 724  | 652  | 664  | 637  | 614  | 616  | 600  |

| 2015 | 2020 | 2022 | - | - | - | - | - | - |
| ---- | ---- | ---- | - | - | - | - | - | - |
| 591  | 584  | 571  | - | - | - | - | - | - |

## Lieux et monuments
- L'église Notre-Dame de Clussais est en limite mais sur Caunay. L'édifice a été classé au titre des monuments historique en 1907[23].
- La fontaine miraculeuse de Fontadam.

## Personnalités liées à la commune
La fée Mélusine aurait construit l'église. La légende dit que les habitants de La Pommeraie commencèrent à construire une église, mais la fée bâtisseuse préférait Clussais. Toutes les nuits, elle emportait les pierres de La Pommeraie dans son tablier et les déposait à Clussais. Un soir, son tablier se déchira et les pierres formèrent le Montail, un monticule de terre rouge toujours visible près de Clussais.